# Per Håkansson (fabrikör)

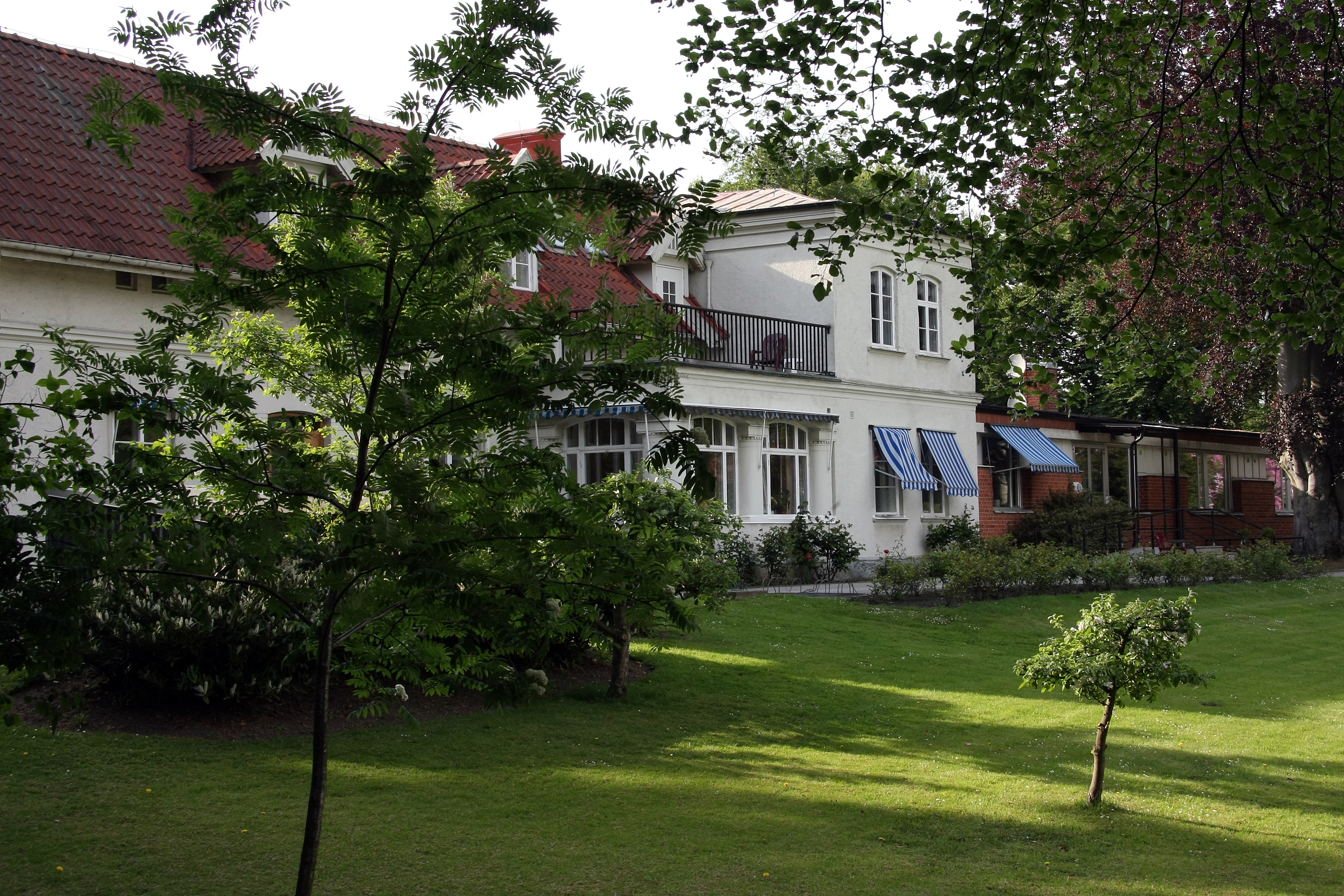
Håkanssons sjukhem i Eslöv

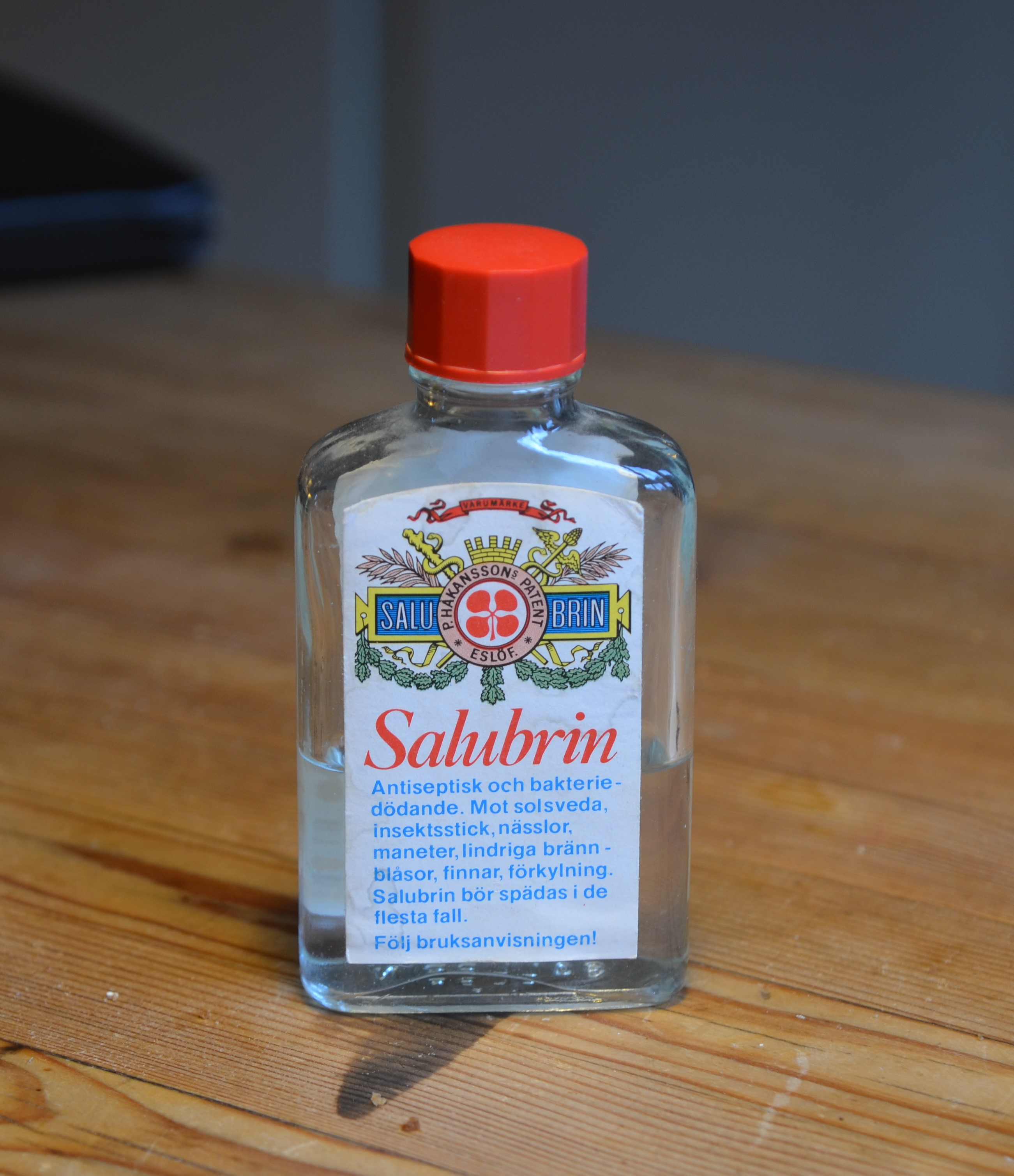
Salubrin-flaska

Per Håkansson, född 1 september 1842 i Brostorp nära Linderöd, död 1918 i Stockholm, var en svensk fabrikör, som grundade den ättiksfabrik i Eslöv under namnet AB P. Håkansson, som senare fick namnet Druvan.
Per Håkansson var son till lantbrukaren Håkan Persson och Hanna Persdotter. Han utbildade sig i kemi vid Lunds universitet för Christian Wilhelm Blomstrand och disputerade 1873. Under studiebesök i Tyskland lärde han sig att tillverka ättiksprit och startade 1874 egen produktion i Eslöv. Det ättiksbaserade antiseptiska medlet Salubrin patenterades och lanserades 1893, efter det att Håkansson noterat att arbetarna i ättiksfabriken hade ovanligt få infektioner.
Håkansson verkade i Eslöv från 1874, som ledamot i kommunalfullmäktige 1876–1910, i kommunalnämnden 1900–1910 och i stadsfullmäktige 1911–1914. När Per Håkansson avled 1918, bildades en stiftelse, och 1919 överfördes verksamheten i AB P. Håkansson. Överskottet från verksamheten skulle användas till forskning och byggandet av ett sjukhem. Han donerade de medel som ligger till grund för stiftelsen Håkanssons sjukhem.
Enligt läkaren Henrik Berg var Per Håkansson den förste svensk som avled i spanska sjukan, vilket skedde vid en resa till Stockholm.
Han var gift med Hilda Ottilia Malm och hade inga barn.